# 伊萬·利特維諾維奇
伊萬·弗拉基米罗维奇·利特維諾維奇（羅馬化：Ivan Uladzimiravich Litvinovich；2001年6月26日—），白俄羅斯體操運動員，他代表白俄羅斯隊參加了日本舉行的2020年夏季奧林匹克運動會，並且在男子彈床比賽上獲得金牌。2024年以個人中立運動員身份獲准參加2024年夏季奧林匹克運動會，再度在男子彈簧床項目蟬聯金牌。